# Roger Avary
Roger Avary (ur. 23 sierpnia 1965 we Flin Flon w Kanadzie) – amerykański scenarzysta i reżyser filmowy. Laureat Oscara.
Avary urodził się w Kanadzie, jednak dorastał i wychowywał się w Kalifornii. W połowie lat 80. poznał Quentina Tarantino i razem przeszli drogę od młodzieńczej fascynacji kinem do zawodowego zajmowania się tą dziedziną sztuki. Tarantino i Avary współpracowali nad scenariuszami Wściekłych psów, Prawdziwego romansu i Pulp Fiction. Scenariusz Pulp Fiction został w 1995 uhonorowany Oscarem.
Reżyserskie próby Avary’ego (m.in. Żyć szybko, umierać młodo) są oceniane raczej krytycznie – filmowiec nie zbliżył się w nich do poziomu prezentowanego przez Tarantino.

## Filmografia

### reżyser
- The Worm Turns (1983)
- Napad (Killing Zoe, 1994)
- Wybrany (Crying Freeman, 1995)
- Mr. Stitch (1996)
- Żyć szybko, umierać młodo (The Rules of Attraction, 2002)
- Glitterati (2004)
- Glamorama (2005)

### scenarzysta
- The Worm Turns (1983)
- Prawdziwy romans (True Romance, 1993)
- Napad (Killing Zoe, 1994)
- Pulp Fiction (1994)
- Wybrany (Crying Freeman, 1995)
- Mr. Stitch  (1996)
- Odd Jobs  (1997)
- Złodziej prędkości (RPM, 1998)
- Żyć szybko, umierać młodo (The Rules of Attraction, 2002)
- Glitterati (2004)
- Glamorama (2005)
- Królowie Dogtown (Lords of Dogtown, 2005)
- Silent Hill  (2006)
- Beowulf (2007)

## Nagrody i nominacje
| Rok  | Nagroda                                            | Kategoria                       | Za           | Wynik   |
| ---- | -------------------------------------------------- | ------------------------------- | ------------ | ------- |
| 1994 | Nagroda Akademii Filmowej                          | Najlepszy scenariusz oryginalny | Pulp Fiction | Wygrana |
| 1995 | Brytyjska Akademia Sztuk Filmowych i Telewizyjnych | Najlepszy scenariusz oryginalny | Pulp Fiction | Wygrana |